# Comté de Marin
Pour les articles homonymes, voir Marin.
Le comté de Marin (en anglais : Marin County) est un comté de l'État américain de Californie. Au recensement des États-Unis de 2020, il compte 262 231 habitants pour une superficie de 2 145 km2. Le siège de comté est San Rafael.
Baigné par la baie de San Pablo à l'est, la baie de San Francisco au sud-est — dans laquelle se trouvent les Marin Islands et Angel Island, qu'il comprend — et l'océan Pacifique à l'ouest, le comté compte plusieurs points d'intérêt majeurs sur le long de sa côte : le monument national des bois Muir, la baie Drakes, le Point Reyes, ainsi que la baie Tomales.

## Histoire
Le comté de Marin est l'un des 27 comtés créés en 1850 à la suite de l'adoption de la Constitution de la Californie l'année précédente.

## Géographie
Se trouvant de l'autre côté du pont du Golden Gate qui le lie avec San Francisco au sud, le comté de Marin est renommé dans le monde pour sa beauté naturelle, sa politique socialement libérale et son statut de comté le plus riche des États-Unis. Ses habitants sont surtout regroupés sur sa partie orientale, l'ouest du comté restant relativement sauvage. Le reste du territoire contient des régions cultivées où l'on peut trouver de nombreuses localités dépendant de l'agriculture et du tourisme sur le plan économique.
|                 | Comté de Sonoma |                       |
|                 | comté de Marin  | Baie de San Pablo     |
| Océan Pacifique |                 | Baie de San Francisco |

Les routes principales desservant le comté sont :
- U.S. Route 101
- California State Route 1
- California State Route 37

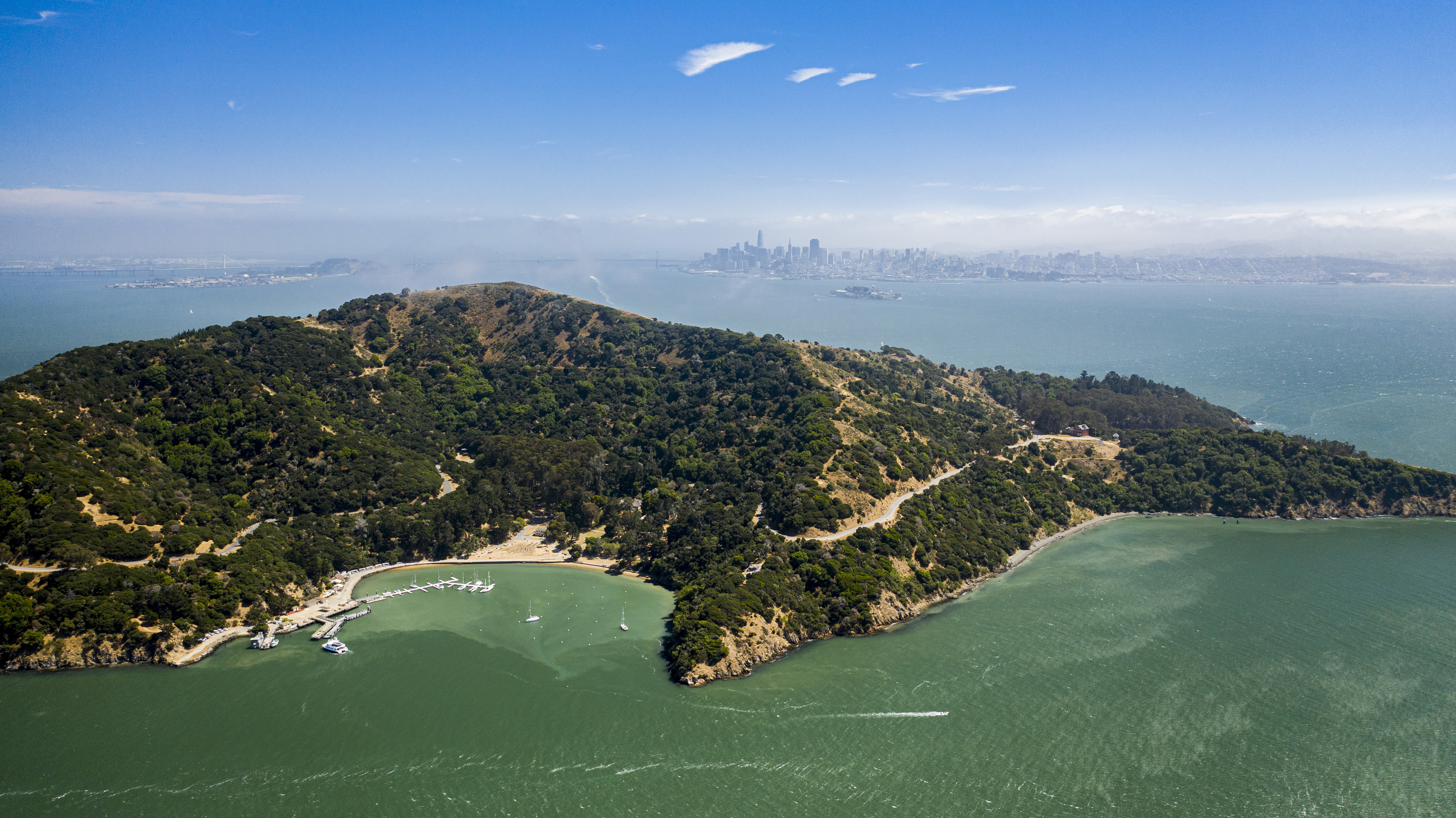
Photographie aérienne d'Angel Island.
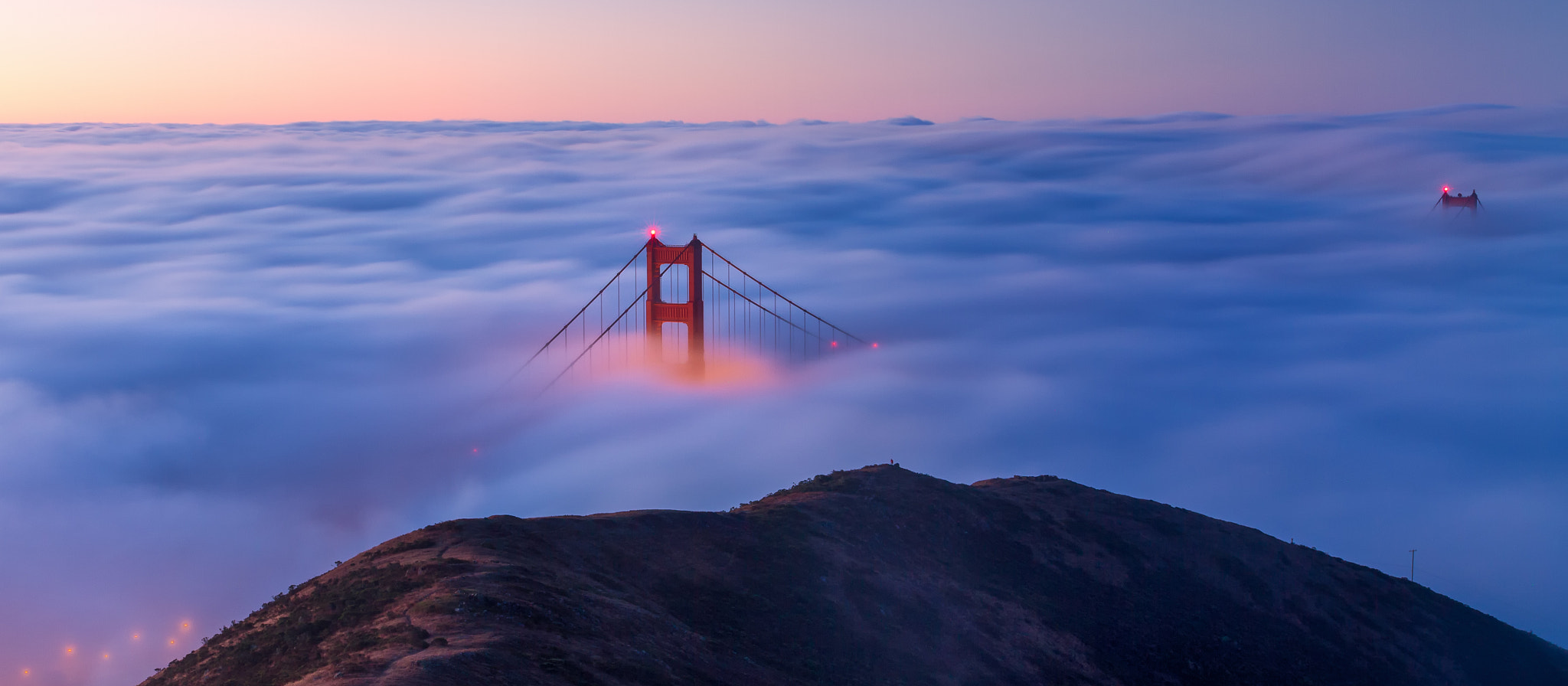
Le pont du Golden Gate vu depuis le comté un matin brumeux.
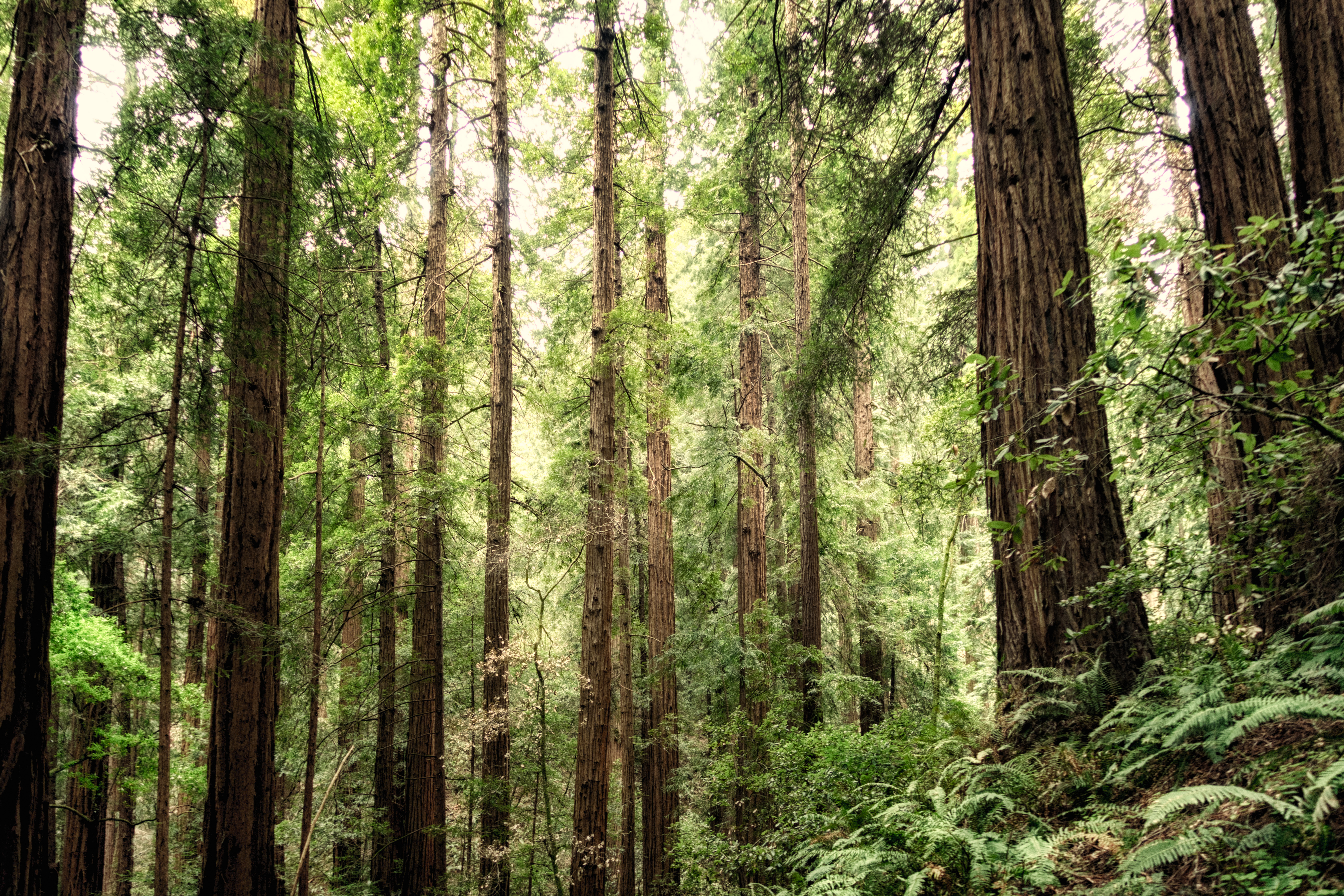
Monument national des bois Muir.

## Démographie
| 1850 | 1860  | 1870  | 1880   | 1890   | 1900   |
| ---- | ----- | ----- | ------ | ------ | ------ |
| 323  | 3 334 | 6 903 | 11 324 | 13 072 | 15 702 |

| 1910   | 1920   | 1930   | 1940   | 1950   | 1960    |
| ------ | ------ | ------ | ------ | ------ | ------- |
| 25 114 | 27 342 | 41 648 | 52 907 | 85 619 | 146 820 |

| 1970    | 1980    | 1990    | 2000    | 2010    | 2020    |
| ------- | ------- | ------- | ------- | ------- | ------- |
| 206 038 | 222 568 | 230 096 | 247 289 | 252 409 | 262 231 |

## Sites et patrimoine
- Naturel :
  - Point Reyes
  - Monument national des bois Muir
  - Marin Islands
- Architecture et histoire :
  - Mission San Rafael Arcángel

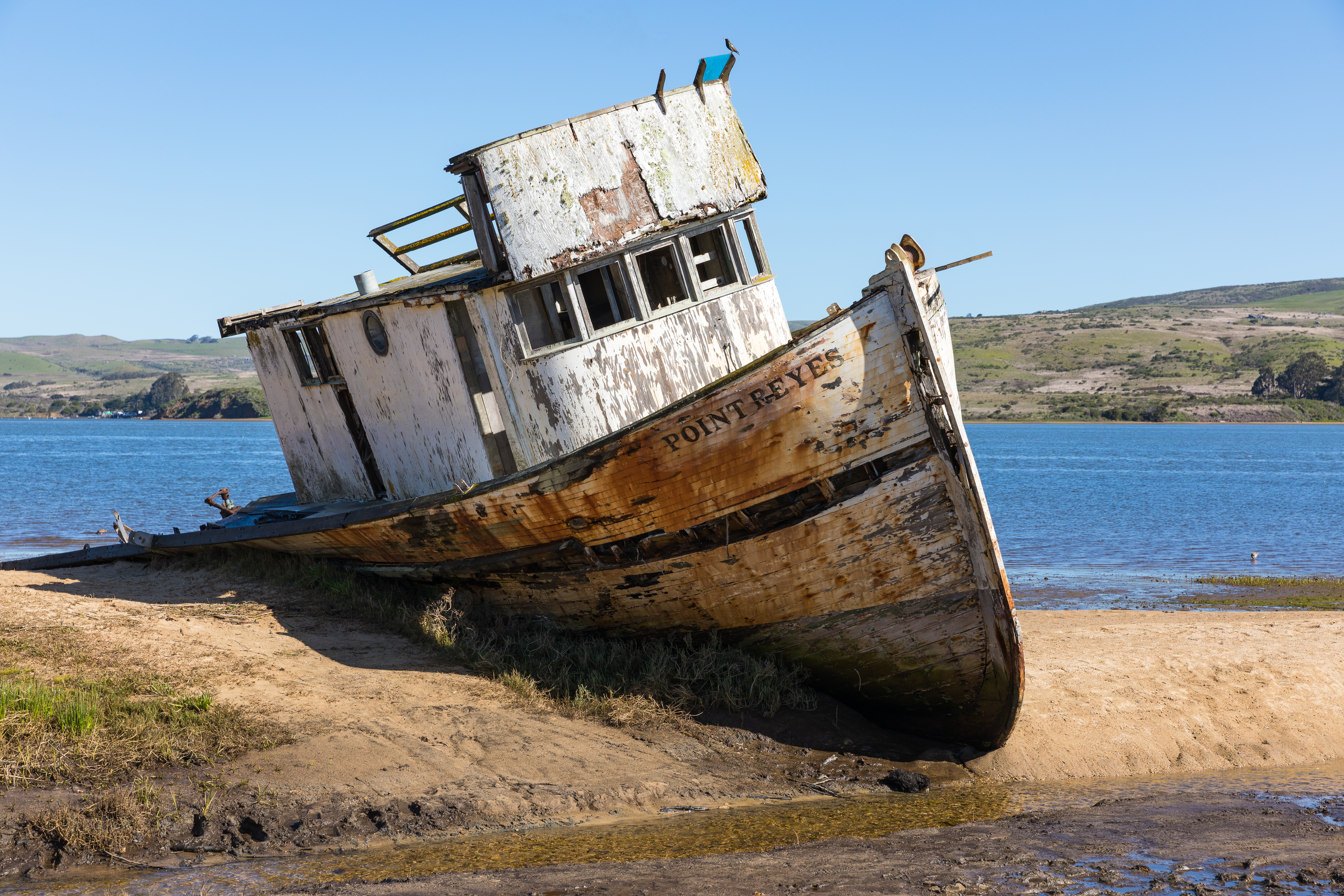
Épave du navire Point Reyes dans la baie Tomales.

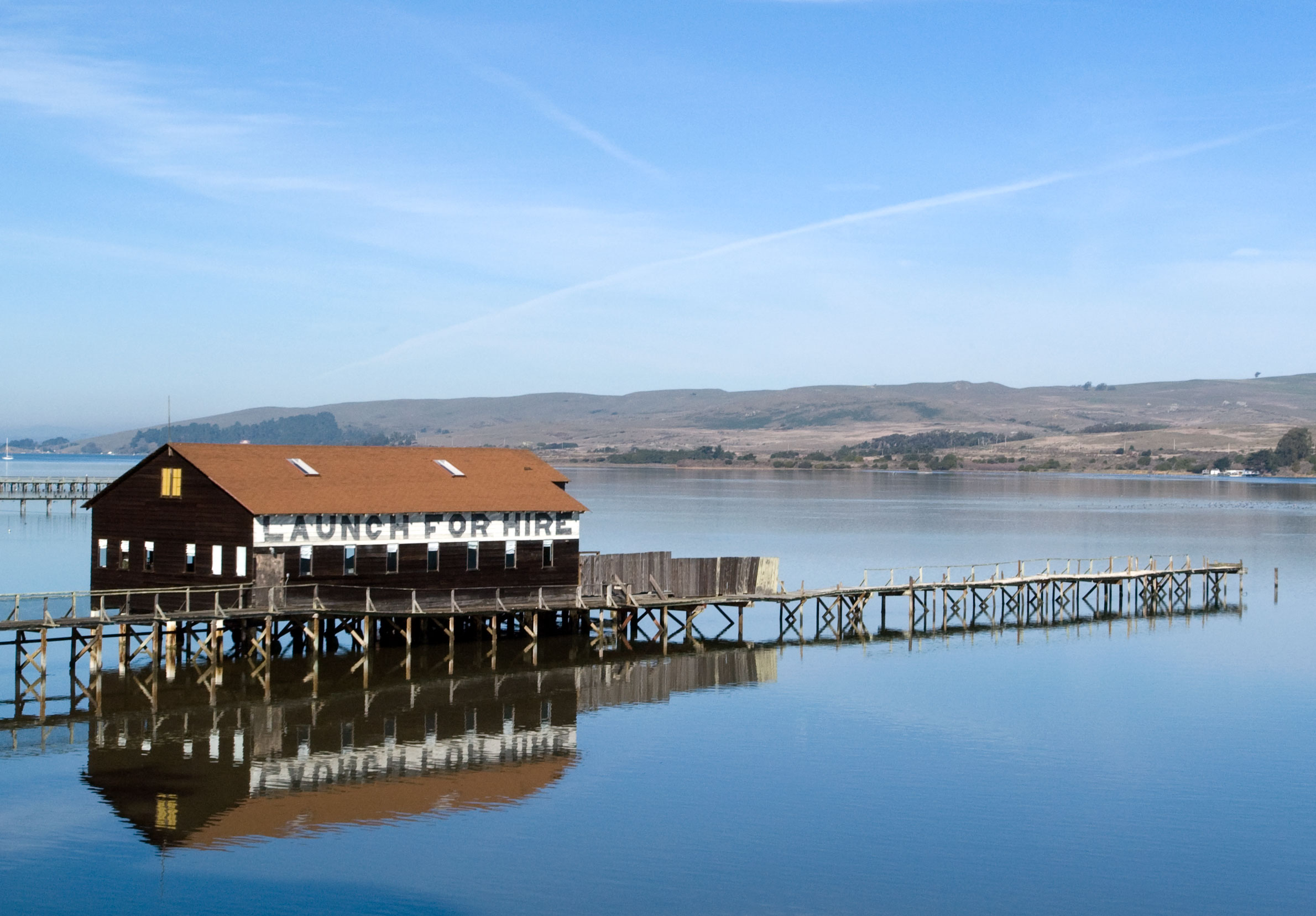
Brock Schreiber Boathouse.

  - Marin County Civic Center (œuvre de Frank Lloyd Wright)
  - Phare de Point Bonita
- Divers :
  - Skywalker Ranch
  - Prison d'État de San Quentin

## Villes et zones non incorporées

### Villes

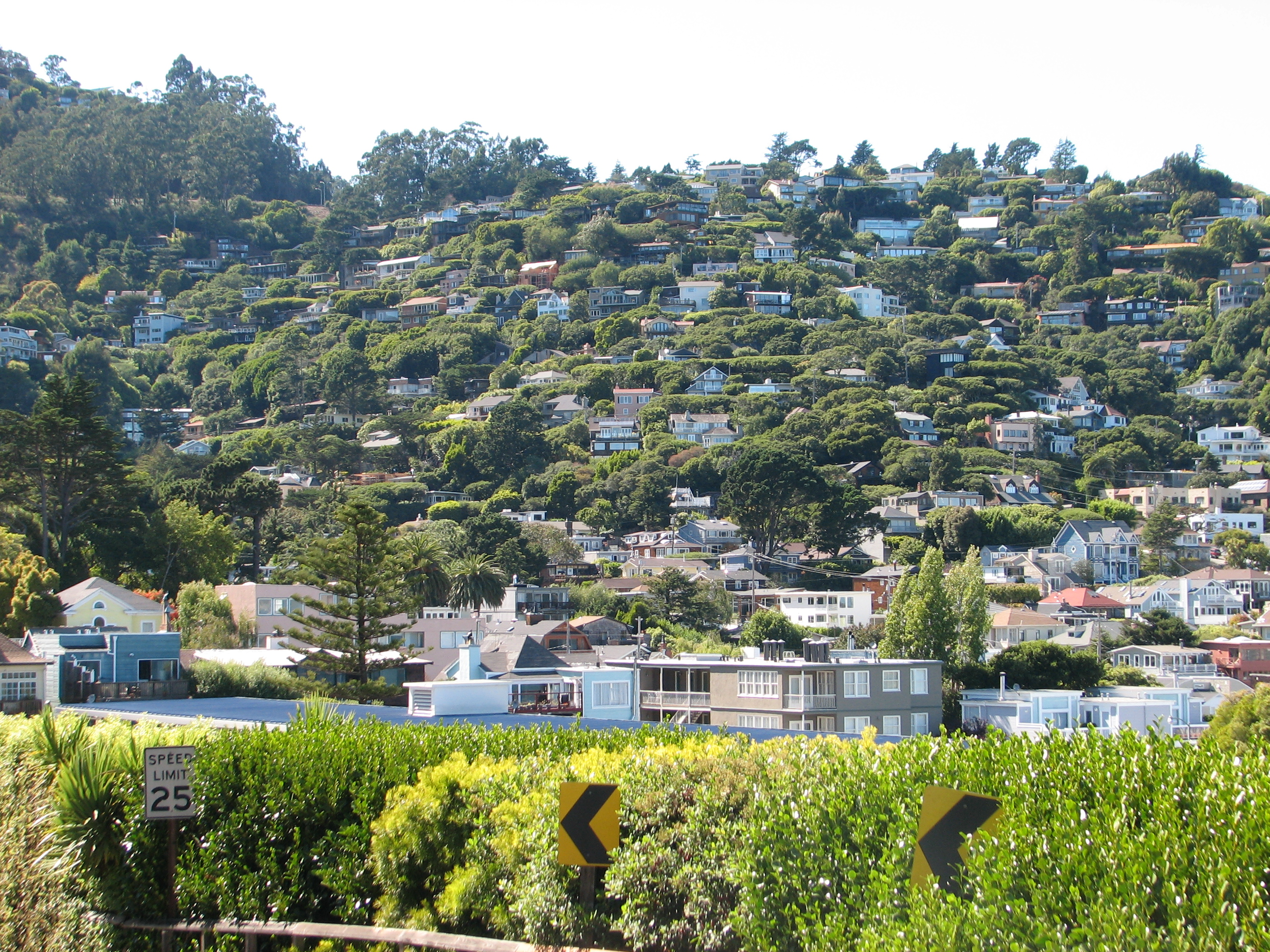
Vue de Sausalito.

- Belvedere
- Corte Madera
- Fairfax
- Larkspur
- Mill Valley
- Novato
- Ross
- San Anselmo
- San Rafael
- Sausalito
- Tiburon

### Census-designated places
- Alto
- Black Point-Green Point
- Bolinas
- Dillon Beach
- Inverness
- Kentfield
- Lagunitas-Forest Knolls
- Lucas Valley-Marinwood
- Marin City
- Muir Beach
- Nicasio
- Point Reyes Station
- San Geronimo
- Santa Venetia
- Sleepy Hollow
- Stinson Beach
- Strawberry
- Tamalpais-Homestead Valley
- Tomales
- Woodacre

### Autres communautés non incorporées
Parmi les autres communautés non incorporées se trouvent Fallon, Lagunitas et Bivalve, ainsi que Bel Marin Keys, Inverness Park, Jewell, Marshall, Hamilton, Olema et Peacock Gap.